# Comaclinium
Comaclinium es un género monotípico de plantas fanerógamas perteneciente a la familia de las asteráceas. Su única especie, Comaclinium montanum, es originaria de México y Centroamérica.

## Descripción
Son hierbas perennes, erectas, desde un cáudice leñoso, con raíces gruesas y fasciculadas; los tallos erectos, alcanzan un tamaño de 0.3–2 m de alto, simples o poco ramificados, estriados, pajizos a purpúreos, puberulentos. Las hojas son opuestas, simples o raramente trifolioladas, angosta a ampliamente lanceoladas, elípticas u ovadas, 2–10 cm de largo y 1–4 cm de ancho, márgenes serrados a crenados o subenteros, a menudo proximalmente ciliados con 1–3 pares de cerdas o lobos setiformes 2–8 mm de largo, glabras a densamente puberulentas en una o ambas caras, punteadas en ambas superficies con glándulas de aceite negras, pinnatinervias; sésiles o con pecíolos alados hasta de 1.5 cm de largo. Capitulescencias de capítulos solitarios o cimas terminales con pocos capítulos, pedúnculos 10–30 cm de largo, puberulentos, bractéolas dispersas, foliáceas a setiformes, 5–10 mm de largo, distalmente fistulosas; capítulos radiados, 1–2 cm de alto; involucros hemisféricos, 2–4 cm de ancho; filarias principales en 2 series, subiguales, 1–1.4 cm de largo, libres, oblongas a obovadas, distalmente redondeadas y erosas, proximalmente con una quilla más o menos endurecida, punteadas o rayadas con glándulas elípticas a alargadas, negras, abrazadas por una serie de bractéolas mucho más pequeñas, linear-agudas; receptáculos redondeados, fimbriados, paleáceos, delgados con ápices aristados 5–7 mm de largo; flósculos del radio 10–15, las lígulas ovadas, 10–15 mm de largo, anaranjado brillantes, pero frecuentemente amarillas en los especímenes secos, el tubo delgado, 5–8 mm de largo; flósculos del disco 50–100, las corolas 8–10 mm de largo, igualmente 5-lobadas, anaranjadas. Aquenios 2–3 mm de largo, densamente estrigosos; vilano de 30–40 cerdas desiguales, 3–7 mm de largo, antrorsamente escábridas, café-amarillentas.

## Distribución y hábitat
Especie poco común, se encuentra  en pastizales, campos y bosques abiertos, zona norcentral; a una altitud de 500–1400 metros, desde México (Chiapas) al norte de Panamá.

## Taxonomía
Comaclinium montanum fue descrita por (Benth.) Strother y publicado en Sida 11(4): 377. 1986.
Sinonimia
- Clomenocoma montana Benth.
- Comaclinium aurantiacum Scheidw. & Planch.
- Dyssodia integrifolia A.Gray
- Gymnolaena integrifolia (A.Gray) Rydb.
- Tithonia splendens hort.rendatler ex Planch.[3]